# Хрестоматия
Хрестома́тия (др.-греч. χρηστομάθεια от χρήση «использование» → χρήστης «пользователь» + μάθεις «учиться, узнать») — учебно-практическое издание, содержащее систематически подобранные литературно-художественные, исторические, научные и иные произведения или фрагменты из них, составляющие объект изучения учебной дисциплины. Обычно хрестоматия характеризует какую-либо национальную литературу или литературу в отдельные периоды ее развития.

## Определения
- Хрестоматия является разновидностью коллективного сборника. Она имеет конкретный читательский адрес, который зависит от учебной программы.
- Хрестоматией также называют сборник мелких статей или отрывков из произведений знаменитых писателей[4].
- Хрестоматия способствует усвоению, закреплению пройденного материала, дополняет и расширяет знания учащихся[2]. [ этот пункт не корректный так как он не объясняет, что такое хрестоматия, а объясняет назначение хрестоматии в рамках какого-то значения ]

## Назначение
Основной сферой применения учебных изданий типа хрестоматии является обучающая деятельность. Тексты, собранные в ней, используются в качестве дополнения к основным дидактическим и методическим материалам, применяемым в процессе обучения школьников или студентов. Это дает полное представление об изучаемом предмете и закрепляет материал, изученный в основной части обучающего курса. Чаще всего хрестоматии в качестве дополнительного обучающего материала используются в старших классах общеобразовательной школы и в высших учебных заведениях.
Использование хрестоматий распространено в самых различных сферах обучающей деятельности: в литературе, общественных науках, языкознании и других областях.